# Шрёдер, Леопольд фон
Леопольд фон Шрёдер (род. 24 декабря 1851 года в Тарту; умер 8 февраля 1920 года в Вене) — немецкий учёный-санскритолог и поэт.

## Биография
Учился в университетах Дерпта, Йены и Тюбингена. Обширная студенческая работа «Ueber die formelle Unterscheidung der Redetheile im Griechischen und Lateinischen mit besonderer Berücksichtigung der Nominalcomposita» (Лейпциг, 1874) доставила молодому автору первую известность в западной научной литературе. Издание одной из редакций Яджурведы, так называемая «Mâitrâyaņî-Samhitâ» (Лейпциг, 1881—1886) создало ему репутацию профессионального санскритолога. Был доцентом в Дерпте (с 1882). Когда произошло преобразование Дерптского университета в Юрьевский, Шрёдер, продолжавший числиться доцентом, несмотря на приобретённую уже известность, вышел в отставку, уехал за границу и занял кафедру санскрита в Инсбруке, а в 1898 г. перешёл на ту же кафедру в Вене.

## Научные труды
- Монография «Pythagoras und die Inder» (Лейпциг, 1884)[3];
- ряд лекций для широких слоёв образованных читателей, но ценных и для специалиста и разнообразно иллюстрированных многочисленными цитатами из литературных памятников Индии (часто в собственных поэтических переводах) — «Indiens Literatur und Kultur in historischer Entwicklung» (Лейпциг, 1887)[3];
- этюды по сравнительной мифологии и фольклору[3]:
  - «Griechische Götter und Heroen, eine Untersuchung ihres ursprünglichen Wesens mit Hilfe der vergleichenden Mythologie» (вып. I. «Афродита, Эрос, Гефест», Берлин, 1887);
  - «Die Hochzeitsgebräuche der Esthen und einiger anderer finnisch-ugrischen Völkerschaften in Vergleichung mit denen der indogerm. Völker» (там же, 1888).

Популярно написанные сочинения Шрёдера:
- «Delhi, das indische Rom und seine Campagna» (Митава, 1891);
- «Буддизм и христианство» / «Buddhismus und Christentum» (Ревель, 1893);
- «Ueber die Entwicklung der Indologie in Europa und ihre Beziehungen zur allgem. Völkerkunde» («Mittheilungen der Anthropol. Gesellschaft in Wien», XXV, 1895) и др.

### Издания индийских текстов
- «Zwei neuerworbene Handschriften der K. K. Hofbibliothek in Wien mit Fragmenten des Kâthaka» («Sitzungsberichte» венской академии наук, 1896, № XI);
- «Tübinger Katha-Handschrifte und ihre Beziehung zum Tâittirîya-Aranyaka» («Sitzungsber.» венской академии наук историко-филологическое отделение, 1898, т. 137);
- «Kâţhakam. Die Samhitâ der Kaţha-Çâkhâ. Erstes Buch» (Лейпциг, 1900).[3]

### Поэзия
- «König Sundara» (трагедия, Дерпт, 1887);
- «Gedichte» (Б., 1889);
- «Dara» (трагедия, Митава, 1891);
- «Der Templer und das Kind der Berge» (эпическая поэма, там же, 1892);
- «Mangoblüten. Sammlung indischer Lieder und Sprüche» (Штутгарт, 1892) и др.[3]

### Публикации на русском языке
- Шредер Л. Ю. Пифагор и индийцы // Журнал Министерства народного просвещения. — 1888. — [№10–11, октябрь-ноябрь]. — Ч.CCLIX-CCLX. — С.1-48, 49-73. — (текст в Архиве Интернета)
- [ Шредер Л. фон-. ] Мнимое сходство и существенное различие между христианством и буддизмом : Из брошюры «Христианство и буддизм» проф. д-ра Л. фон-Шредера. — СПб.: Типография Гл. упр. уделов, [ Моховая, 40 ], 1896. — 78 с. — (текст)